# Districtul Hhohho
Districtul Hhohho este una dintre cele 4 unități administrativ-teritoriale de gradul I ale statului Eswatini.